# Desmopterella sundaica
Desmopterella sundaica är en insektsart som först beskrevs av Rehn, J.A.G. 1909.  Desmopterella sundaica ingår i släktet Desmopterella och familjen Pyrgomorphidae.

## Underarter
Arten delas in i följande underarter:
- D. s. sundaica
- D. s. steini